# Maruleng
Marulaneng este un oraș din Africa de Sud.

## Diviziuni
Sursa:
| Loc                     | Cod   | Suprafață (km2) | Populație | Cea mai vorbită limbp |
| ----------------------- | ----- | --------------- | --------- | --------------------- |
| Banereng Ba Letsoalo    | 92201 | 122.29          | 6,752     | Northern Sotho        |
| Banereng Ba Sekororo    | 92202 | 210.51          | 35,268    | Northern Sotho        |
| Hoedspruit              | 92203 | 7.17            | 2,052     | Afrikaans             |
| Letaba                  | 92204 | 21.58           | 2,483     | Northern Sotho        |
| Mametja                 | 92205 | 316.08          | 26,702    | Northern Sotho        |
| Naphuno                 | 92207 | 10.36           | 8,188     | Northern Sotho        |
| Restul munincipalității | 92206 | 2,543.64        | 12,929    | Tsonga                |